# Wojciech Swakoń
Wojciech Zdzisław Swakoń (ur. 8 września 1960 w Częstochowie) – polski inżynier, menedżer, działacz związkowy i opozycyjny w PRL.

## Życiorys
Syn Zdzisława i Stanisławy, brat Jacka Swakonia. W 1985 ukończył studia na Wydziale Elektrycznym Politechniki Wrocławskiej. W trakcie nauki działał w Niezależnym Zrzeszeniu Studentów, od 1982 był także kolporterem podziemnej prasy (m.in. „Z Dnia na Dzień”, „Tygodnika Mazowsze”), a od 1983 redaktorem pisma studenckiego PWr „Na Indeksie” (wspólnie z bratem i Sławomirem Najnigierem). Prowadził we własnym mieszkaniu bibliotekę podziemnych tekstów, w 1985 został współzałożycielem Ruchu Wolnych Demokratów i Duszpasterstwa Ludzi Pracy przy kościele św. Maksymiliana Marii Kolbego w Lubinie. Od 1985 zatrudniony w lubińskim KGHM, został przewodniczącym rady pracowniczej. Od 1985 do 1989 współpracował z Regionalnym Komitetem Strajkowym NSZZ „Solidarność”. Pomiędzy 1987 a 1989 był redaktorem i organizatorem niezależnej „Gazety Lubińskiej” (wspólnie z bratem i Edwardem Wóltańskim).
Od 1988 do 1989 działał w Porozumieniu na rzecz Demokratycznych Wyborów w „Solidarności”. Od 1990 zatrudniony w sektorze energetycznym, głównie w przedsiębiorstwach grupy KGHM oraz w MPEC Termal SA w Lubinie. W wyborach parlamentarnych w 1993 otwierał legnicką listę okręgową Komitetu Wyborczego NSZZ „Solidarność”. W latach 1998–2000 członek i sekretarz rady nadzorczej KGHM Polska Miedź, w 2006 został prezesem spółki KGHM Energetyka. Ponownie kierował nią od 2018 do 2019.

## Odznaczenia
W 2008 odznaczony Złotym Krzyżem Zasługi, a w 2017 Krzyżem Wolności i Solidarności.